# Baucis
|  | Per a altres significats, vegeu Filemó i Baucis |

Baucis (en llatí Baucis, en grec antic Βαυκίς) fou una poeta grega considerada deixeble de Safo.
Havia nascut a Tenos i era amiga d'Erinna. Va morir jove, just abans de casar-se, i Erinna hauria escrit el seu epitafi, que encara es conserva a l'Antologia grega. És citada dues vegades, però, de la seva poesia, no se'n conserva cap fragment.